# Gare de Herbitzheim
Gare de Herbitzheim vasútállomás Franciaországban, Herbitzheim településen.

## Vasútvonalak
Az állomást az alábbi vasútvonalak érintik:
- Kalhausen-Sarralbe-vasútvonal

## Kapcsolódó állomások
A vasútállomáshoz az alábbi állomások vannak a legközelebb:
- Gare de Kalhausen
- Gare de Sarralbe